# August Kazimierz Sułkowski
August Kazimierz Sułkowski książę herbu Sulima (ur. 15 listopada 1729 w Dreźnie, zm. 7 stycznia 1786 w Lesznie) – II książę bielski (II Herzog von Bielitz), I ordynat rydzyński, wojewoda gnieźnieński 1768–75, w latach 1775–1776 marszałek Rady Nieustającej, wojewoda kaliski od 1775, wojewoda poznański od 1778, generał lejtnant wojsk koronnych od 1782, starosta nowodworski w 1766 roku, członek Komisji Edukacji Narodowej w latach 1773–1786, starosta szczercowski w 1768 roku.
Odznaczony Orderem Orła Białego 23 grudnia 1774.

## Życiorys
Był synem księcia Aleksandra Józefa Sułkowskiego i Marii Franciszki Stein zu Jettingen. Bratem Antoniego. Żonaty z Ludwiką Mniszech (1751 – 1799).
Do 19 roku życia przebywał w Saksonii, tam też otrzymał podstawowe wykształcenie. Biegle władał językiem niemieckim, francuskim i polskim. W 1748 wraz z bratem i nauczycielem Filipowskim odbył podróż po Europie. W Wiedniu został przedstawiony Marii Teresie i Franciszkowi I, we Włoszech przyjął ich na audiencji papież Benedykt XIV. We Francji poznał króla Ludwika XV i Marię Leszczyńską. Przez trzy miesiące pobytu we Francji bracia uczyli się również fechtunku, tańca i jazdy konnej. Odwiedzili również Niderlandy, kraje niemieckie oraz króla Stanisława Leszczyńskiego w Luneville, od którego brat Aleksander Józef zakupił majątek ziemski w Wielkopolsce.

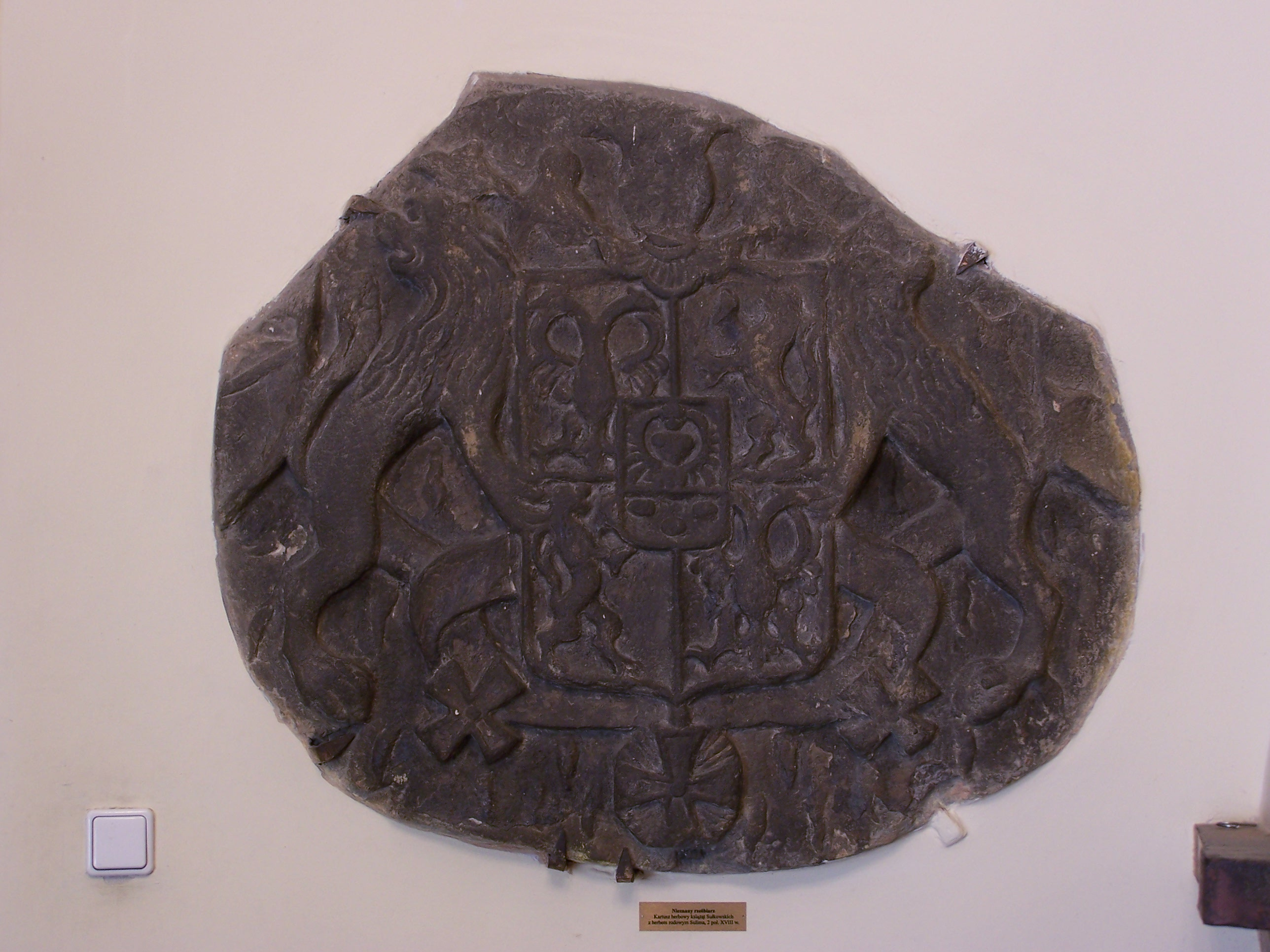
Kartusz herbowy a okresu panowania Augusta Kazimierza na zamku w Bielsku

W roku 1752 August był pośrednikiem kupna tzw. państwa bielskiego będącego we władaniu Fryderyka Wilhelma von Haugwitza.
W wyniku tej transakcji stanowe państwo bielskie stało się księstwem, a jego właściciele uzyskiwali godność Fürsta.
Po śmierci ojca w 1762 uzyskał posiadłości w Radzynie oraz księstwo bielskie, tu też 15 czerwca 1763 odebrał hołd lenny.
Na dworach w Wiedniu i Dreźnie uzyskał godność radcy dworu. Stronnik Stanisława Augusta Poniatowskiego po śmierci króla Augusta III.
Był posłem z ziemi wieluńskiej na sejm 1754 roku.
Walczył przeciwko Prusom w wojnie siedmioletniej. Poseł województwa kaliskiego na sejm elekcyjny 1764 roku. Był elektorem Stanisława Augusta Poniatowskiego w 1764 roku i posłem na sejm elekcyjny z województwa kaliskiego. Od 1764 roku pisarz wielki koronny, w latach 1765–1768 wicekomendant Korpusu Kadetów w Warszawie w randze generała. Komisarz Komisji Skarbowej Koronnej w 1766 roku. Poprzednio zebrał tytuły: szambelana Augusta III, granda hiszpańskiego, para Anglii, przeora zakonu maltańskiego w Polsce itp. W 1765 został kawalerem Orderu Świętego Stanisława W 1766 roku był posłem na Sejm Czaplica z województwa płockiego.
Członek konfederacji 1773 roku. Na Sejmie Rozbiorowym 1773-1775 wszedł w skład delegacji wyłonionej pod naciskiem dyplomatów trzech państw rozbiorczych, mającej przeprowadzić rozbiór. W 1775 roku odebrał jurgielt, przyznany mu przez ambasadora rosyjskiego Otto Magnusa von Stackelberga w wysokości 1000 czerwonych złotych. Członek konfederacji Andrzeja Mokronowskiego w 1776 roku. W 1778 roku pobrał od Rosjan półroczną pensję wysokości 1500 czerwonych złotych.
W swoim posiadłościach rozwijał teatry, jak ten założony w Rydzynie oraz w dawnym browarze zamkowym w Bielsku. Wspierał finansowo fundację Szkoły Rycerskiej w Rydzynie oraz założył Akademię Rydzyńską oraz pijarską szkołę średnią. W Warszawie był zastępcą komendanta Szkoły Rycerskiej oraz jednym z komisarzy Komisji Edukacji Narodowej. Opracował też projekt zmian dla szkolnictwa powszechnego. Po wygaśnięciu linii męskiej zgodnie z przekazanym testamentem ordynacja rydzyńska miała się stać własnością KEN. 
W jego planach politycznych było zniesienie liberum veto, zniesienie poddaństwa chłopów, oraz rozszerzenia prawa miast. W sejmie walczył o ograniczenie kary śmierci, stosowania tortur i zaprzestania procesów o czary, oraz karania kobiet domniemanych czarownic. W roku 1774 utworzył w swoim majątku pod Warszawą prawdopodobnie w związku wydanym zakazem handlu dla Żydów nowe osiedle żydowskie tzw. Nową Jerozolimę, obecnie okolice placu Artura Zawiszy. Do tradycji tego osiedla nawiązuje współczesne nazwy warszawskich rogatek Jerozolimskich (nie istnieją) oraz obecnych Alei Jerozolimskich. W roku 1783 wystawił również przywilej zezwalający w Rydzynie na utworzenie gminy żydowskiej oraz synagogi. Zabiegał o zmiany prawa ograniczające ekonomiczną działalność Żydów. Był fundatorem kościołów ewangelickich, kościołów parafialnych w Rydzynie i Kłodzie oraz donatorem kościoła pod wezwaniem św. Mikołaja w Bielsku.
W czasie insurekcji kościuszkowskiej ujawniono dokumenty zdobyte w ambasadzie rosyjskiej, z których wynikało, że pobierał on stałą pensję od dworu petersburskiego od 1775. Dokonał także grabieży funduszy pojezuickich pod przykrywką działalności w Komisji Edukacji Narodowej, której był członkiem.
Pochowany został w Rydzynie.
Po 1755 został kawalerem maltańskim, kawaler rosyjskich orderów Św. Andrzeja Apostoła Pierwszego Powołania i Aleksandra Newskiego, bawarskiego Orderu Świętego Huberta.